# Mina Mileva
Mina Nikolova Mileva (bulgare : Мина Николова Милева) est une réalisatrice bulgare. 

## Biographie
Mina Mileva étudie le cinéma d'animation avec Antony Trayanov, à l'Académie nationale des arts du théâtre et du cinéma de Sofia et à La Cambre à Bruxelles. Elle vit à Londres depuis 1997. Mina Mileva travaille en tant que réalisatrice dans l'industrie britannique du cinéma d'animation pour des films, des publicités et des séries télévisées. En 2008, elle crée la société de production Activist 38 avec Vesela Kazakova.
En 2014, Mina Mileva et Vesela Kazakova réalisent un documentaire Oncle Tony, Three Fools and the Secret Service. Il s'agit d'un portrait des années 1970, d'Antony Trayanov, assistant de Donio Donev. Celui-ci, ayant des relations haut placées s'attribue le mérite du film d'animation Three Fools, qui est un très grand succès en Bulgarie. Lorsque Antony Trayanov manifeste son désaccord, il est licencié. En 2003, un dossier sur Donio Donev fait état d'une longue carrière d’informateur pour les services secrets. 
Le film est coproduit par la télévision nationale bulgare. Il est critiqué par le Centre national bulgare du cinéma et l'Union des cinéastes bulgares. Les deux réalisatrices sont menacées. On leur demande de supprimer les mots Secret Service du titre. Le film n'est pas diffusé en Bulgarie. Il est présenté au Festival du film de Sarajevo, au Festival du film de Varsovie et au Festival du film du Caire. 
En 2019, elle réalise avec Vesela Kazakova Cat in the Wall. Ce film est tourné à Londres et traite de questions britanniques et du Brexit.
En 2021, elle s'associe à nouveau avec Vesela Kazakova pour réaliser Women Do Cry. Ce film est une chronique sociale et féministe. Le film se déroule à Sofia, on y suit le quotidien de trois sœurs et de leur mère au moment où de violentes manifestations contre le mariage homosexuel déchirent la Bulgarie. Ce film est sélectionné au Festival de Cannes 2021, dans la section Un Certain Regard.

## Filmographie
- 2008 : Zaradi lelia Sneje (documentaire)
- 2014 : Uncle Tony, Three Fools and the Secret Service (documentaire), 86 min
- 2016 : La Bête bouge encore (The Beast is Still Alive) (documentaire)
- 2019 : Cat in the Wall
- 2021 : Women Do Cry

## Distinctions
- American Film Institute : Meilleur du cinéma européen 2014 pour Oncle Tony, Three Fools and the Secret Service
- Festival du Film de Varsovie 2019  : Prix FIPRESCI pour Cat in the Wall
- Festival international du film de Cork 2021 : Prix jeune jury pour Women Do Cry
- Festival du Film de Dunav 2021 : Prix de la mise en scène pour Women Do Cry